# Cyclosa baloghi
Cyclosa baloghi là một loài nhện trong họ Araneidae.
Loài này thuộc chi Cyclosa. Cyclosa baloghi được Gábor von Kolosváry miêu tả năm 1934.